# Das große Personenlexikon des Films

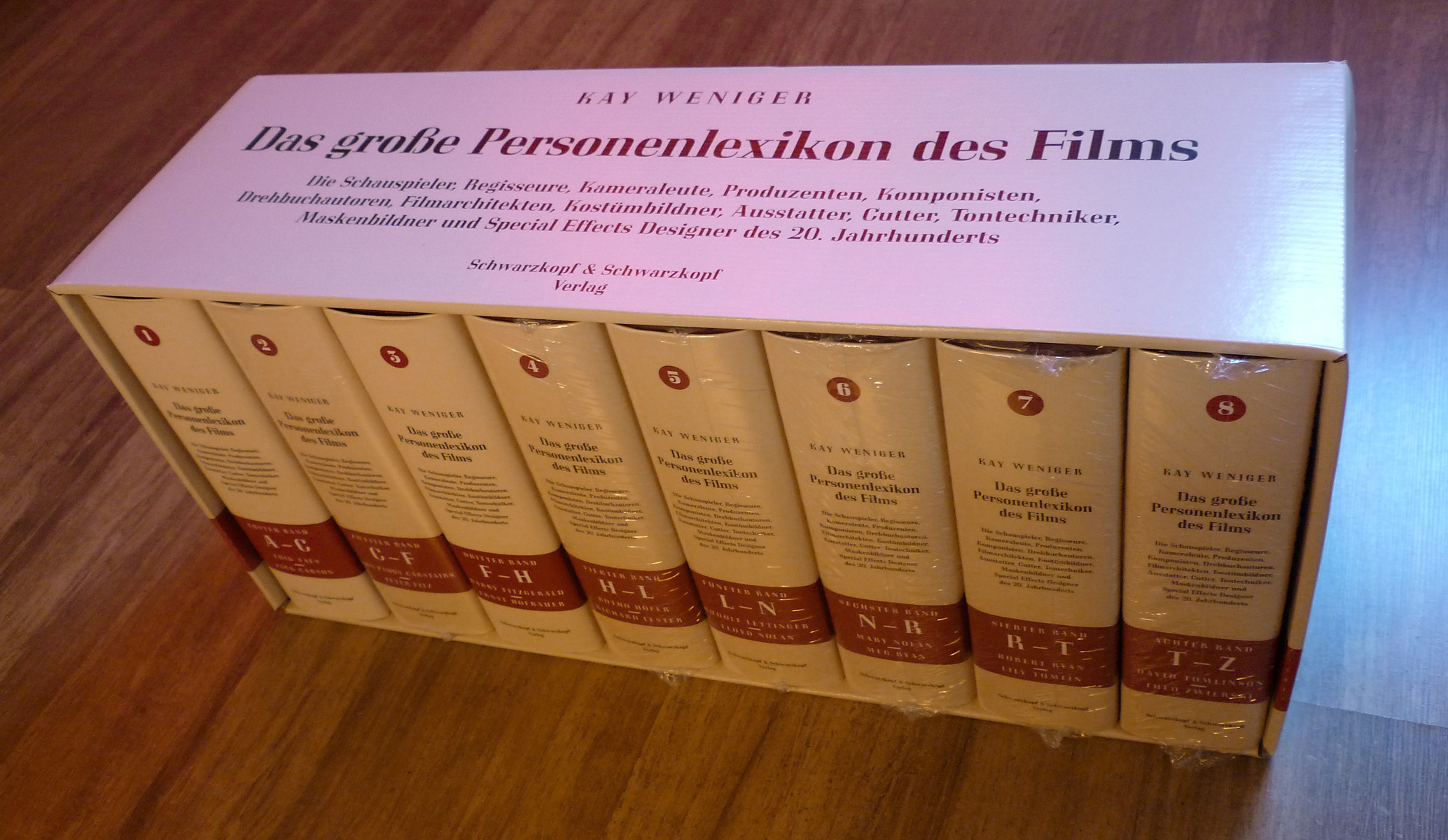
Bild des Lexikons im Schuber

Das große Personenlexikon des Films des Kunsthistorikers und Filmwissenschaftlers Kay Weniger ist ein im November 2001 beim Berliner Schwarzkopf & Schwarzkopf Verlag erschienenes, achtbändiges, deutschsprachiges Lexikon mit biografischen Einträgen zu 6104 Filmschaffenden weltweit. Porträtiert werden auf rund 5550 Seiten die, wie der Untertitel ankündigt, Schauspieler, Regisseure, Kameraleute, Produzenten, Komponisten, Drehbuchautoren, Filmarchitekten, Kostümbildner, Ausstatter, Cutter, Tontechniker, Maskenbildner und Special Effects Designer des 20. Jahrhunderts.

## Zur Entstehung des Lexikons
Dem Personenlexikon gingen etwa 30 Jahre Recherchetätigkeit Wenigers voraus. Seit Beginn der 1970er Jahre sammelte er sämtliche verfügbaren Informationen über Filme und die an ihrer Entstehung beteiligten Künstler. Dabei nutzte Weniger Archive auf allen fünf Kontinenten: nicht nur die klassischen Filmarchive (unter anderem in Frankfurt am Main, Berlin, Wien, London, Paris, Stockholm, Rom, Prag und Warschau), sondern auch die Dokumenten- und Materialsammlungen deutscher, österreichischer und Schweizer Stadt- und Staatsarchive, Melderegister zahlreicher europäischer Städte – allen voran das Stadtarchiv in Wien – sowie die umfangreichen Unterlagen der Academy of Motion Picture Arts and Sciences in Los Angeles. Für die biografische Aufbereitung deutscher Filmschaffender bis 1945 erwiesen sich die im Berliner Bundesarchiv verwahrten Personalakten der ehemaligen Reichsfilmkammer als besonders aufschlussreich. Darüber hinaus kontaktierte Kay Weniger zahlreiche Filmschaffende persönlich, die ihm Auskunft über ihr Schaffen gaben. Zu seinen Gesprächspartnern zählten unter anderem Gyula Trebitsch, Heinz Schubert, Peter Biziou, Max Douy, Erwin Hillier, HR Giger, Maurice Fellous, Peter Lamont, Wolf Englert, Oskar Schnirch, Roger von Norman, Walter Wischniewsky, Syd Cain, Peter Rothe, Walter Partsch, Robert Blum, Paul Beeson, Willy Holt, Ira Oberberg, Jutta Hering, Anthony Pratt, Leo Metzenbauer, Walter Boos, Hans Berthel, Franz Antel, Erna Fentsch, Hans-Jürgen Kiebach, Edmond Richard, Karl Schwetter, Tambi Larsen, Götz Weidner, Egon Werdin, Tony Woollard, Siegfried Hold, Werner Achmann, Theo Nischwitz, Herbert Strabel, Winfried Hennig, Elisabeth Müller, Peter Murton, Franz Seitz junior, Ina Stein, Hans Burmann, David M. Walsh und Ingrid Zoré. Eine Fülle von Informationen zu längst verstorbenen Filmschaffenden wurden ihm von Verwandten der in den Büchern porträtierten Männer und Frauen zur Verfügung gestellt.
Die Rohfassung des Lexikons entstand seit Jahresbeginn 1994. In den kommenden siebeneinhalb Jahren verdichtete der Autor die zuvor gesammelten Materialien zu unterschiedlich ausführlichen Biografien. Dabei wurde der Fokus auf diejenigen Filmschaffenden gerichtet, deren Werke im deutschsprachigen Raum aufgeführt wurden. Berücksichtigt wurden, wie Weniger im Vorwort (Seite 7) schreibt, sowohl die Vertreter der „Kino-Moderne der Jahrtausendwende als auch die Kinematographie der cineastischen 'Steinzeit‘ um 1900.“ Und: Das vorliegende Werk umfasse „alle ambitionierten und filmhistorisch bedeutenden Kino-Künstler, aber auch Vertreter des Populär-Kinos, deren einziges Ziel war und ist, nichts als pure Unterhaltung zu schaffen.“ So werden beispielsweise Kamerapioniere der ausgehenden 1890er Jahre (Georg Furkel, Guido Seeber, Billy Bitzer) ebenso vorgestellt wie Schauspielnewcomer der frühen 2000er Jahre (etwa Haley Joel Osment, Thora Birch und Kirsten Dunst). Neben der ausführlichen Porträtierung ambitionierter Filmemacher wie François Truffaut, Luchino Visconti oder Rainer Werner Fassbinder finden sich auch Biografien wie die des filmenden Schlagersängers Rex Gildo, des Fernsehmoderators Thomas Gottschalk oder die des US-amerikanischen B-Film-Regisseurs Edward L. Cahn.

## Aufbau
Die ersten sieben der acht Bände sind jeweils rund 700 Seiten stark, der letzte Band umfasst gut 650 Seiten. Dem dreiseitigen Vorwort, in dem Weniger Intentionen und Besonderheiten des Filmlexikons beschreibt, folgen vier weitere Seiten über die Gestaltung („Zur systematischen Gliederung“) des Lexikons. Weniger betont darin unter anderem, dass sich die Datierungen der Filme an den Produktionsjahren und nicht an den Uraufführungsjahren orientieren und erklärt die Handhabung deutscher Verleihtitel.
Die einzelnen Biografien im Hauptteil sind wie folgt gegliedert: Dem Namen des Filmschaffenden folgen die Lebensdaten, dann der Lauftext, der über die persönliche wie künstlerische Vita Auskunft gibt. Dabei werden auch relevante Informationen jenseits des Filmischen – etwa verwandtschaftliche Verhältnisse zu anderen Filmkünstlern und etwaige Zweitkarrieren (wie z. B. in der Politik oder in der Schriftstellerei) – beigesteuert. Als letzter Block folgt die Filmografie. Dem, so vorhanden, deutschsprachigen Verleihtitel folgt in Klammern der Originaltitel sowie das Produktionsjahr, gegebenenfalls auch das Produktionsland, sollte dies nicht identisch mit der Nationalität der Porträtierten sein. Etwaige Zusatzfunktionen – sollte beispielsweise ein Regisseur bei seinem Film auch als Drehbuchautor oder als Produzent mitgewirkt haben – werden (wie schon das Produktionsland) ebenfalls in Abkürzungen angefügt.
Als Annex folgt im letzten Band ein nahezu 80-seitiges Gesamtregister. Zum Abschluss werden die Primärquellen sowie die benutzte Literatur aufgelistet. Das Personenlexikon endet mit einer fünfeinhalbseitigen Danksagung, die auch eine Fülle von Namen derjenigen Personen und Institutionen auflistet, die Weniger Informationen über die porträtierten Filmschaffenden zukommen ließen.

## Rezeption
Das Personenlexikon wurde in zahlreichen regionalen wie überregionalen Zeitungen besprochen sowie im Rahmen diverser Rundfunkinterviews Wenigers und zweier Fernsehsendungen (Jo Müllers Filmtipps, SWR 2001, und die Talkshow Riverboat, MDR 2002) vorgestellt. Dabei wurden vor allem die Präzision und der gewaltige Umfang des Achtbänders gewürdigt. Der Filmkritiker Peter W. Jansen bezeichnete es in einer in der Neuen Zürcher Zeitung vom 11. Oktober 2002 abgedruckten Rezensionsnotiz als „grandios“ und „staunenswert“.

## Bibliographische Angaben
- Kay Weniger: Das große Personenlexikon des Films. Die Schauspieler, Regisseure, Kameraleute, Produzenten, Komponisten, Drehbuchautoren, Filmarchitekten, Ausstatter, Kostümbildner, Cutter, Tontechniker, Maskenbildner und Special Effects Designer des 20. Jahrhunderts. 8 Bände. Schwarzkopf & Schwarzkopf, Berlin 2001, ISBN 3-89602-340-3.
  - Band 1: A – C. Erik Aaes – Jack Carson. Schwarzkopf und Schwarzkopf, Berlin 2001, DNB 963524259.
  - Band 2: C – F. John Paddy Carstairs – Peter Fritz. Schwarzkopf und Schwarzkopf, Berlin 2001, DNB 963524380.
  - Band 3: F – H. Barry Fitzgerald – Ernst Hofbauer. Schwarzkopf und Schwarzkopf, Berlin 2001, DNB 963524496.
  - Band 4: H – L. Botho Höfer – Richard Lester. Schwarzkopf und Schwarzkopf, Berlin 2001, DNB 963524542.
  - Band 5: L – N. Rudolf Lettinger – Lloyd Nolan. Schwarzkopf und Schwarzkopf, Berlin 2001, DNB 963524607.
  - Band 6: N – R. Mary Nolan – Meg Ryan. Schwarzkopf und Schwarzkopf, Berlin 2001, DNB 96352464X.
  - Band 7: R – T. Robert Ryan – Lily Tomlin. Schwarzkopf und Schwarzkopf, Berlin 2001, DNB 963524690.
  - Band 8: T – Z. David Tomlinson – Theo Zwierski. Schwarzkopf und Schwarzkopf, Berlin 2001, DNB 96352478X.